# Nagai iiwake
Nagai iiwake (永い言い訳?), noto anche con il titolo internazionale The Long Excuse, è un film del 2016 scritto e diretto da Miwa Nishikawa.

## Trama
Sachio Kinugasa viene a sapere che sua moglie, Natsuko Kinugasa, è morta in un incidente stradale, proprio mentre sta facendo sesso con la propria amante; quest'ultima, nel vedere il comportamento impassibile dell'uomo in seguito alla notizia e già da tempo presa dai sensi di colpa, lo lascia immediatamente. Passo dopo passo, l'uomo inizia a farsi delle domande sulle proprie azioni, per riuscire infine a comprendere cosa realmente Natsuko abbia significato per lui.

## Distribuzione
In Giappone l'opera è stata distribuita dalla Asmik Ace, a partire dal 14 ottobre 2016.